# Tour Landscape
O Tour Landscape (conhecido como Tour Pascal e como Tour IBM Europe) é um arranha-céu de escritórios em Puteaux, em La Défense, o distrito comercial da área metropolitana de Paris.
Localizado na Place des Degrés em Puteaux, o complexo imobiliário Landscape faz parte do projeto Rose de Cherbourg que prevê a reabilitação do anel Boulevard Circulaire em um calçadão com vegetação suspensa inspirado no High Line de Nova York, além de novos links entre a cidade de Puteaux e La Défense.
Construída originalmente em 1983, a modernização da torre foi inaugurada em março de 2021.